# بيت الصبرى (الحيمة الخارجية)

تعديل مصدري - تعديل

بيت الصبرى هي إحدى قرى عزلة الربع بمديرية الحيمة الخارجية التابعة لمحافظة صنعاء، بلغ تعداد سكانها 181 نسمة حسب تعداد اليمن لعام 2004.